# La Chapelle-Cécelin
Pour les articles homonymes, voir La Chapelle.
La Chapelle-Cécelin est une commune française, située dans le département de la Manche en région Normandie, peuplée de 244 habitants.

## Géographie
Au cœur du Bocage normand, la commune est aux confins du Bocage virois, du Pays saint-lois, de l'Avranchin et du Mortainais. Son bourg est à 7 km au sud-est de Villedieu-les-Poêles, à 11 km à l'est de Saint-Sever-Calvados et à 11 km au nord de Brécey.
La Chapelle-Cécelin est sur la ligne de partage des eaux entre le bassin de la Sienne au nord et celui de la Sée au sud. Le territoire au nord de la route départementale 33 est parcouru principalement par un affluent de la Sienne et son sous-affluent (ce dernier faisant fonction de limite nord-ouest). Une petite partie au nord-est donne naissance à un autre affluent de ce fleuve côtier. Le sud du territoire, de l'autre côté de la D 33 est parcouru par l'Anguille, qui y prend sa source, et ses premiers affluents. Cette rivière rejoint la Sée 15 km plus au sud, à Vernix, sous le nom de Bieu.
Le point culminant (241 / 242 m) se situe à l'est, au nord-est du bourg. Le point le plus bas (160 m) correspond à la sortie d'un petit affluent de la Sienne du territoire, au nord. La commune est bocagère.
| Sainte-Cécile                                | Saint-Maur-des-Bois       | Saint-Maur-des-Bois                 |
| Sainte-Cécile, Chérencé-le-Héron             | La Chapelle-Cécelin       | Saint-Maur-des-Bois                 |
| Chérencé-le-Héron, Saint-Martin-le-Bouillant | Saint-Martin-le-Bouillant | Boisyvon, Saint-Martin-le-Bouillant |

### Hydrographie
La commune est située dans le bassin Seine-Normandie. Elle est drainée par le Bieu, le cours d'eau 01 de la Quertière, le fossé 01 de la Grangerie, le fossé 01 de la Maquillonnière, le fossé 02 de la Guillonnière et le fossé 02 du Petit Manoir,,.
Le Bieu, d'une longueur de 15 km, prend sa source dans la commune  et se jette  dans la Sée à Vernix, après avoir traversé dix communes. 

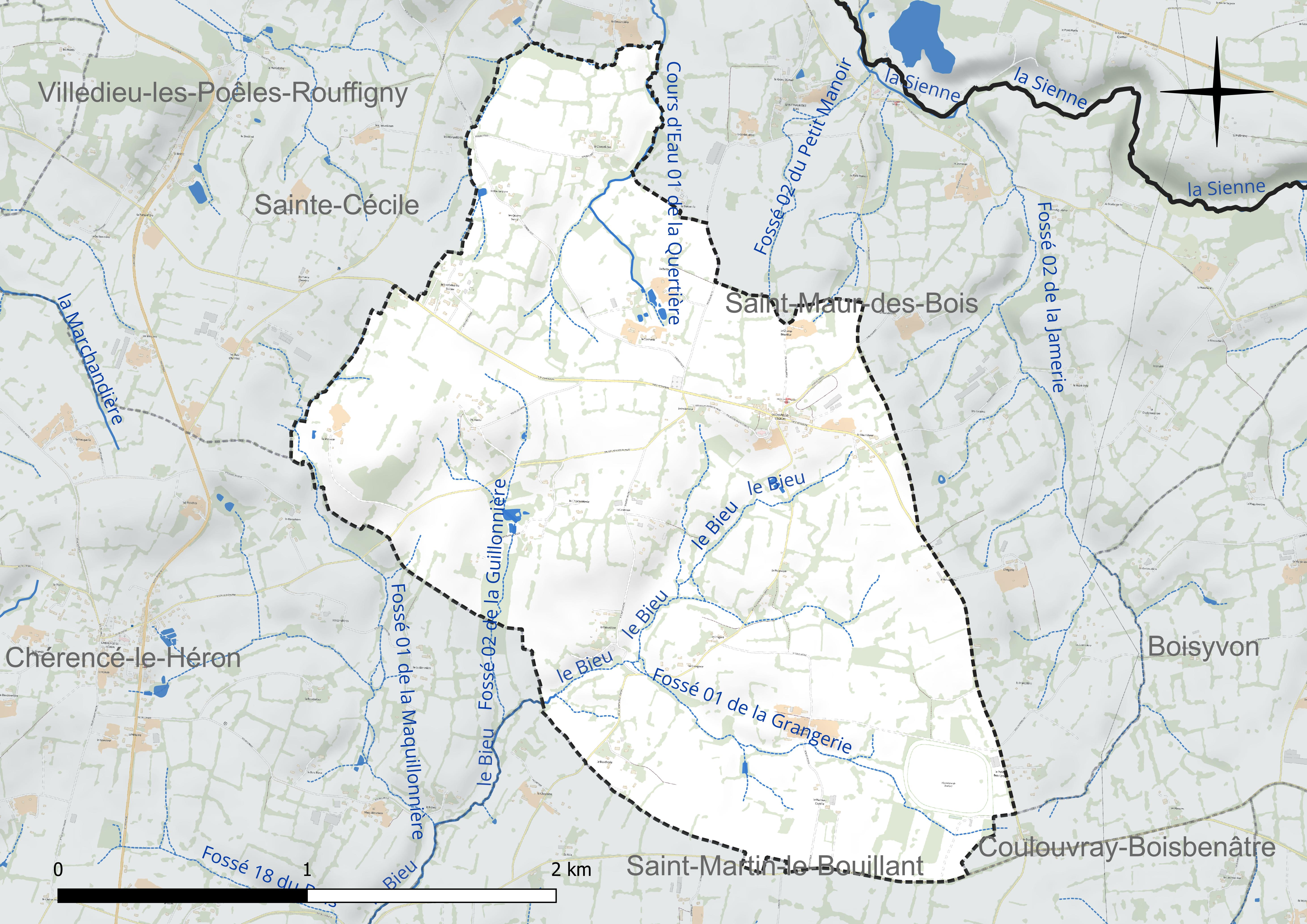
Réseau hydrographique de la Chapelle-Cécelin.

### Climat
Pour des articles plus généraux, voir Climat de la Normandie et Climat de la Manche.
En 2010, le climat de la commune est de type climat océanique franc, selon une étude du CNRS s'appuyant sur une série de données couvrant la période 1971-2000. En 2020, Météo-France publie une typologie des climats de la France métropolitaine dans laquelle la commune est exposée à un climat océanique et est dans la région climatique  Normandie (Cotentin, Orne), caractérisée par une pluviométrie relativement élevée (850 mm/a) et un été frais (15,5 °C) et venté. Parallèlement le GIEC normand, un groupe régional d’experts sur le climat, différencie quant à lui, dans une étude de 2020, trois grands types de climats pour la région Normandie, nuancés à une échelle plus fine par les facteurs géographiques locaux. La commune est, selon ce zonage, exposée à un « climat contrasté des collines », correspondant au Bocage normand, bien arrosé, voire très arrosé sur les reliefs les plus exposés au flux d’ouest, et frais en raison de l’altitude.
Pour la période 1971-2000, la température annuelle moyenne est de 10,2 °C, avec une amplitude thermique annuelle de 12,9 °C. Le cumul annuel moyen de précipitations est de 1 119 mm, avec 15,2 jours de précipitations en janvier et 9,8 jours en juillet. Pour la période 1991-2020, la température moyenne annuelle observée sur la station météorologique la plus proche, située sur la commune de Cerisy-la-Salle à 26 km à vol d'oiseau, est de 11,5 °C et le cumul annuel moyen de précipitations est de 1 112,5 mm,. Pour l'avenir, les paramètres climatiques de la commune estimés pour 2050 selon différents scénarios d’émission de gaz à effet de serre sont consultables sur un site dédié publié par Météo-France en novembre 2022.

## Urbanisme

### Typologie
Au 1er janvier 2024, La Chapelle-Cécelin est catégorisée commune rurale à habitat très dispersé, selon la nouvelle grille communale de densité à sept niveaux définie par l'Insee en 2022.
Elle est située hors unité urbaine. Par ailleurs la commune fait partie de l'aire d'attraction de Villedieu-les-Poêles-Rouffigny, dont elle est une commune de la couronne,. Cette aire, qui regroupe 11 communes, est catégorisée dans les aires de moins de 50 000 habitants,.

### Occupation des sols
L'occupation des sols de la commune, telle qu'elle ressort de la base de données européenne d’occupation biophysique des sols Corine Land Cover (CLC), est marquée par l'importance des territoires agricoles (100 % en 2018), une proportion identique à celle de 1990 (100 %). La répartition détaillée en 2018 est la suivante : prairies (67,3 %), zones agricoles hétérogènes (25,4 %), terres arables (7,3 %). L'évolution de l’occupation des sols de la commune et de ses infrastructures peut être observée sur les différentes représentations cartographiques du territoire : la carte de Cassini (XVIIIe siècle), la carte d'état-major (1820-1866) et les cartes ou photos aériennes de l'IGN pour la période actuelle (1950 à aujourd'hui).

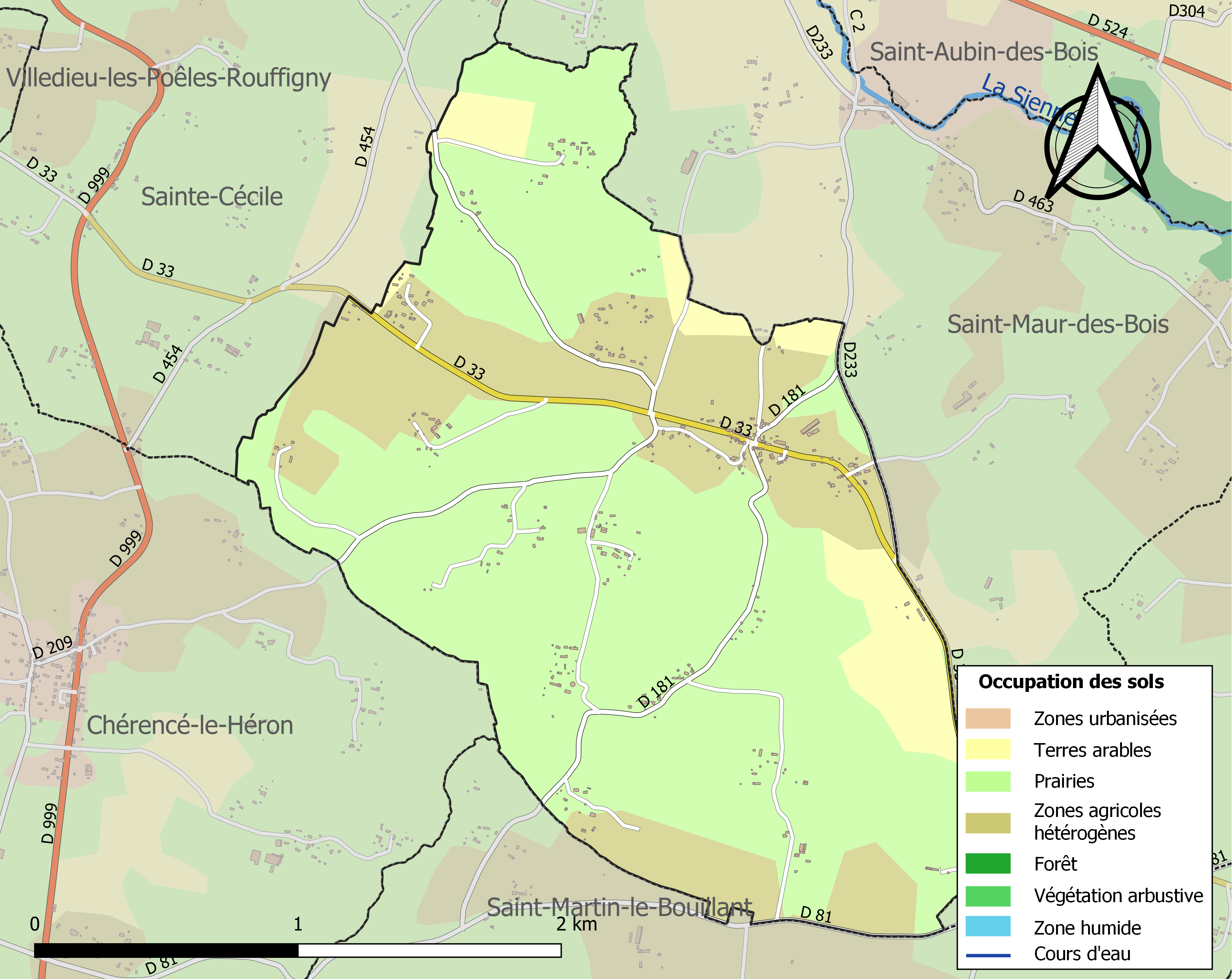
Carte des infrastructures et de l'occupation des sols de la commune en 2018 (CLC).

## Toponymie
Le nom de la localité est attesté sous les formes Capella Seselin en 1203, selon le rôle de l'Échiquier de Normandie, Capella Sesselin vers 1280.
Toponyme tardif de formation romane, constitué de l'ancien français chapele, puis chapelle et d'un nom de personne médiéval Sesselin, soit « la chapelle de Sesselin ».
La chapelle, lieu de culte, est à l'origine de nombreux toponymes, notamment des communes (voir Chapelle et La Chapelle). Cécelin, peut-être un anthroponyme,. Cet anthroponyme évoque vraisemblablement l'ancien propriétaire, le commanditaire ou le fondateur de la chapelle, plus tard érigée en paroisse.
Le gentilé est Chapellois.

## Politique et administration
| Période                                  | Période   | Identité               | Étiquette | Qualité              |
| ---------------------------------------- | --------- | ---------------------- | --------- | -------------------- |
| 1838                                     | 1840      | Jean-François Debrecey |           |                      |
|                                          |           |                        |           |                      |
| 1989                                     | mars 2008 | Yves Lepeltier         | SE        |                      |
| mars 2008                                | mars 2014 | Françoise Mauduit      | SE        | Secrétaire de mairie |
| mars 2014                                | En cours  | Joël Savey             | SE        | Employé              |
| Les données manquantes sont à compléter. |           |                        |           |                      |

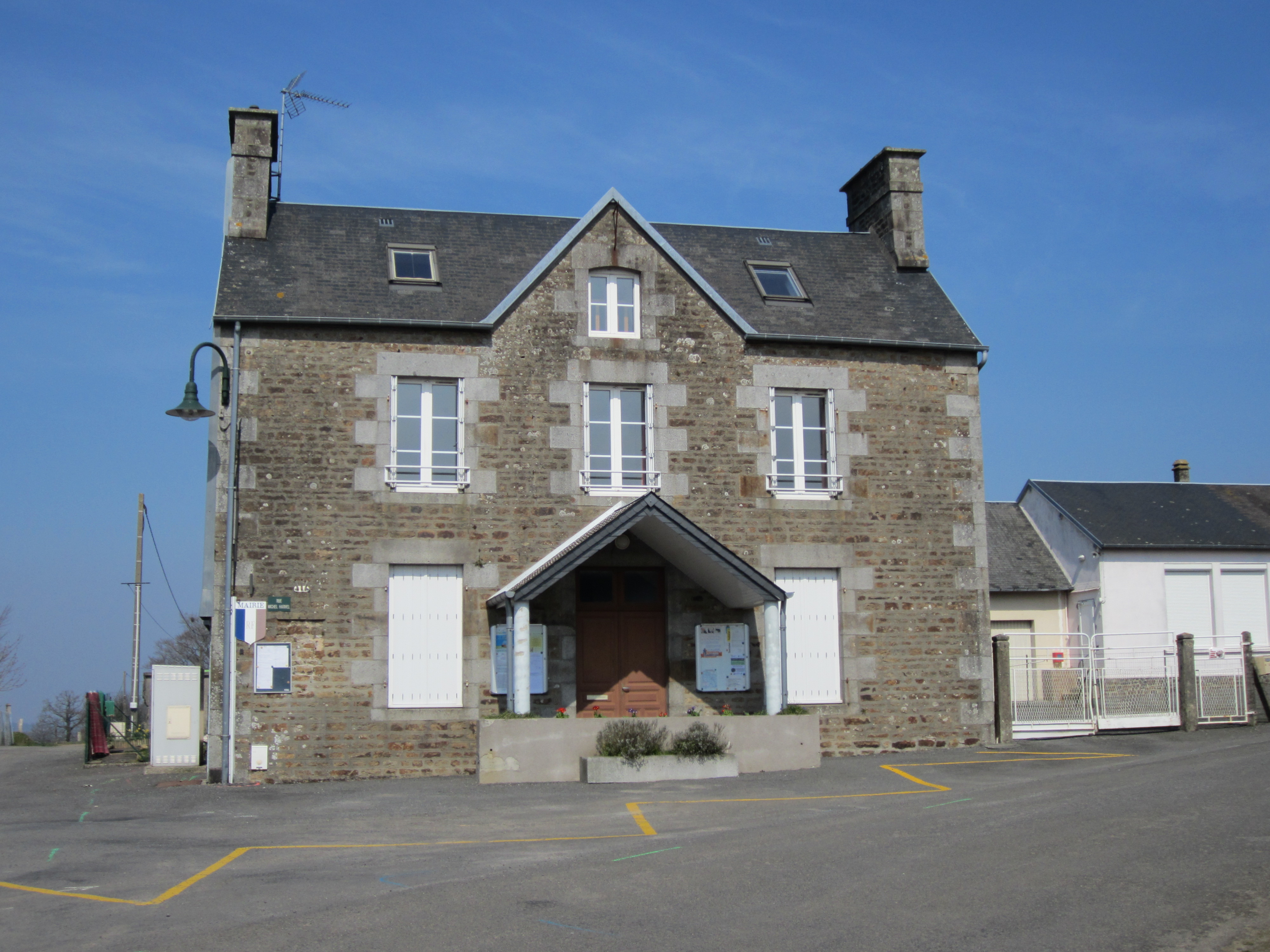
La mairie.

Le conseil municipal est composé de onze membres dont le maire et deux adjoints.

## Démographie
L'évolution du nombre d'habitants est connue à travers les recensements de la population effectués dans la commune depuis 1793. Pour les communes de moins de 10 000 habitants, une enquête de recensement portant sur toute la population est réalisée tous les cinq ans, les populations de référence des années intermédiaires étant quant à elles estimées par interpolation ou extrapolation. Pour la commune, le premier recensement exhaustif entrant dans le cadre du nouveau dispositif a été réalisé en 2007.
En 2022, la commune comptait 244 habitants, en évolution de +0,41 % par rapport à 2016 (Manche : −0,31 %, France hors Mayotte : +2,11 %).
La Chapelle-Cécelin a compté jusqu'à 494 habitants en 1851.
| 1793 | 1800 | 1806 | 1821 | 1831 | 1836 | 1841 | 1846 | 1851 |
| ---- | ---- | ---- | ---- | ---- | ---- | ---- | ---- | ---- |
| 340  | 325  | 400  | 453  | 429  | 480  | 466  | 480  | 494  |

| 1856 | 1861 | 1866 | 1872 | 1876 | 1881 | 1886 | 1891 | 1896 |
| ---- | ---- | ---- | ---- | ---- | ---- | ---- | ---- | ---- |
| 455  | 432  | 420  | 386  | 422  | 378  | 358  | 356  | 348  |

| 1901 | 1906 | 1911 | 1921 | 1926 | 1931 | 1936 | 1946 | 1954 |
| ---- | ---- | ---- | ---- | ---- | ---- | ---- | ---- | ---- |
| 326  | 313  | 313  | 288  | 288  | 289  | 285  | 263  | 311  |

| 1962 | 1968 | 1975 | 1982 | 1990 | 1999 | 2006 | 2007 | 2012 |
| ---- | ---- | ---- | ---- | ---- | ---- | ---- | ---- | ---- |
| 308  | 239  | 191  | 187  | 194  | 215  | 203  | 201  | 231  |

| 2017 | 2022 | - | - | - | - | - | - | - |
| ---- | ---- | - | - | - | - | - | - | - |
| 248  | 244  | - | - | - | - | - | - | - |

## Lieux et monuments
- Église paroissiale Saint-Cyr-et-Sainte-Julitte des XVIe – XIXe siècles. L'édifice est dédié à saint Cyr et à sa mère sainte Julitte, deux martyrs chrétiens du IVe siècle. Elle fut reconstruite au XIXe siècle par les soins du curé Heslouis, sur le plan d'origine. La date de 1872 est portée sur un portail du transept[31]. À l'entrée de l'église, pierre tombale datée de 1762.

Elle abrite un maitre-autel avec gradin et tabernacle classé en 1980 au titre objet aux monuments historiques, des stalles (XVIIIe), les statuettes vierge douloureuse et saint Jean l'Évangéliste (XVIIe), une verrière martyre de saint Cyr et sainte Julitte (XXe) de Henri Mazuet et Charles Champigneulle.
- Croix de cimetière (XVIIIe siècle), ancien presbytère et son linteau (1773).

## Activité et manifestations

### Sports
- L'hippodrome de Bourigny où se disputent chaque année huit courses de trot, le deuxième dimanche de juin. Il s'agit d'un des plus anciens hippodromes de la région, créé en 1877[33].

## Personnalités liées à la commune
- Jean Duverger surnommé le « bon président » (fl. XVe siècle), né à La Chapelle-Cécelin, docteur en droit, conseiller ordinaire des rois Charles VII et Louis IX au grand conseil du Parlement de Paris, puis président du Parlement de Toulouse et président de la cour des aides de Normandie de 1475 à 1504[31].